# Knockin' on Heaven's Door
Knockin' on heaven's Door ("Стукати у ворота раю", алегорично "Бути на порозі смерті") — відома пісня Боба Ділана, написана для саундтреку до фільму "Пет Герретт і Біллі Кід". З часом вона була визнана класичною у творчості музиканта, підтвердженням чого є її неодноразова участь у збірниках найкращих пісень Боба Ділана. Також широку популярність Knockin' on heaven's Door отримала завдяки своїм кавер-версіям.
Назва пісні було використано в заголовку японського анімаційного фільму Cowboy Bebop: The Movie; крім того, Боб Ділан став прообразом при створенні зовнішності головного антагоніста фільму.

## Кавер-версії
Одна з кавер-версій цієї пісні, виконана німецькою групою Selig, є саундтреком до однойменного фільму «Достукатися до небес» 1997 року, названого на честь пісні Боба Ділана.
Версії "Knockin' on heaven's Door" виконували такі відомі гурти та музиканти, як Ерік Клептон, Боб Марлі, Grateful Dead, Браян Феррі, Guns N' Roses, Роджер Уотерс з Pink Floyd, U2, Арета Франклін, Воррен Зивон, Randy Crawford, Selig, Авріл Лавін, Bon Jovi, Antony and the Johnsons, The Sisters of Mercy, Nazareth, Cat Power, Daniel Lioneye (сайд-проєкт групи HIM), Tracy Chapman, Raign.

### Guns N' Roses
З 1987 року група стала виконувати пісню на концертах. Концертна версія спочатку вийшла на максі-синглі Welcome to the Jungle (в тому ж році). Студійна версія була записана 1990 року для фільму «Дні грому», з невеликими змінами цей варіант увійшов в альбом Use Your Illusion II. Пісню у виконанні Guns N' Roses в цілому досить тепло зустріли й музичні критики, і фанати творчості Боба Ділана. Кавер-версія увійшла в збірку хітів групи і регулярно виконується на концертах.

### U2
Ірландська група U2 неодноразово виконувала Knockin' on heaven's Door на своїх концертах. 